# اریکا پالم وحشی
اریکا پالم وحشی(نام علمی: Areca triandra) نام یک گونه از سرده فوفل است.